# Agostino Todaro
Agostino Todaro (né à Palerme le 14 janvier 1818 et mort dans cette même ville le 18 avril 1892) est un botaniste et homme politique italien.

## Biographie
Juriste et botaniste de formation, Agostino Todaro devient professeur de botanique à l'université de Palerme en 1848 et conseiller communal et provincial de Palerme en 1856 ; cette même année il est nommé directeur du jardin botanique de Palerme, poste qu'il occupera jusqu'à sa mort en 1892. En 1861, il fonde la société d'acclimatation de Palerme (Società di Acclimazione di Palermo). En 1879, il est élu sénateur.
Agostino Todaro est l'auteur des premières monographies consacrées au coton ; dans plusieurs publications redondantes, il a décrit 79 nouveaux taxons, allant du sous-genre à la variété, au sein du genre Gossypium.

## Œuvres
- Relazione sulla cultura dei cotoni in Italia, seguita da una monografia del genere Gossypium compilate da Agostino Todaro per servire d'illustrazione alla raccolta di cotoni presentata all'esposizione universale di Parigi nell'anno 1878 a cura della direzione dell'agricoltura, Roma & Palermo, 1877-1878, 2 volumes.
- Hortus botanicus Panormitanus sive Plantae novae vel criticae quae in horto botanico Panormitano coluntur descriptae et iconibus illustratae, Panormi, 1876-1892, 2 volumes.